# Science-Fiction-Jahr 1965
Übersicht

◄◄ | ◄ | 1961 | 1962 | 1963 | 1964 | Science-Fiction-Jahr 1965 | 1966 | 1967 | 1968 | 1969 | ► | ►►

Weitere Ereignisse

## Ereignisse
- Der Nebula Award wurde zum ersten Mal verliehen